# Herman von Schönburg
Herman von Schönburg, także Hermannus de Schonenberg, Schonenberch (urodz. ?, zm. po 1289) – komtur dzierzgoński w latach 1268–1271 oraz 1275–1276, komtur zantyrski w roku 1273, komtur ziemi chełmińskiej w latach 1277–1289.

## Życiorys
Herman wywodził się najprawdopodobniej z rodziny ministeriałów będących w służbie Rzeszy. Pochodził z historycznego regionu Pleißenland, a jego rodzinną siedzibą był zamek Schönburg w pobliżu Naumburga. 
Herman von Schönburg do Prus przybył przed rokiem 1268. Jak podają źródła w roku 1268 był już preceptorem dzierzgońskiego konwentu. Na krótko został komturem Zantyru, by ponownie na urząd komtura Dzierzgonia powrócić w roku 1275. Herman musiał odznaczać się dużymi umiejętnościami dowódczymi i organizacyjnymi. W drugiej połowie lat 70. XIII wieku, w obliczu najazdów jakich dokonywali Jaćwingowie na ziemię chełmińską, powołany został na urząd komtura tejże zagrożonej placówki. Jak podaje Piotr z Dusburga zastąpił on na tym stanowisku nieudolnego Bertolda von Nordhausena, a z powierzonego zadania wywiązał się na tyle skutecznie, że urząd pełnił nieprzerwanie do roku 1289. 